# 天保騒動
天保騒動（てんぽうそうどう）は、江戸時代後期の天保7年（1836年）8月に甲斐国で起こった百姓一揆。甲斐東部の郡内地方（都留郡）から発生し、国中地方へ波及し一国規模の騒動となった。別称に郡内騒動、甲斐一国騒動、甲州騒動。

## 天保騒動の背景
甲斐国は1724年（享保9年）に幕府直轄領（天領）化され、甲府町方を管轄する甲府勤番と三分代官による在方支配が行われていた。
甲府盆地を抱く国中地方では近世に新田開発が進み穀倉地帯となり、国内で産出した米穀は甲府問屋仲間が統括し、一部は信濃国から移入された米穀とともに鰍沢河岸に集積され、富士川舟運を通じて江戸へ廻送された。一方、山間部である郡内地方の生業は耕作地が少ないことから山稼ぎや郡内織の生産など農間余業の依存が強く、必要な米穀は国中や相模国、駿河国からの移入に頼っていた。
寛政年間には甲府問屋仲間が弱体化し、鰍沢宿（現：富士川町鰍沢）の米穀商が買い占めを行い廻米として移出される米穀が増加し、信濃から買付を行う商人も進出したため米価の高騰が発生していた。1833年（天保4年）には全国的にも冷夏による凶作のため米価高騰や飢饉が発生しており（天保飢饉）、冷夏の影響は郡内地方において深刻で、国中でも八代郡夏目原村（笛吹市御坂町）の百姓夏目家の日記では冷夏の影響を「五十年以来無覚之凶作」とし、天保騒動で打ちこわしの対象となる山梨郡万力筋熊野堂村の奥右衛門家ではこの頃既に打ちこわしの空気が発生しており、甲府町方でも世情不安が伝わり動揺が生じている。
信濃国高遠藩や同国諏訪藩では甲信国境に穀留番所を設置して他領への米穀流出を防止する穀留を行っており、甲斐側でも甲府勤番が代官触書を通じて穀留を行っているが、施策は不徹底であったため米価は一時的に安定したものの1835年（天保6年）には再び上昇し、高値傾向で推移していた。郡内地方では文化年間の織物不況による打撃を受けていたが、そこに天保飢饉の影響により谷村の米穀商が米穀の買付を行ったため米価高騰が発生し、同じく社会不安が広まっていた。

## 郡内百姓の蜂起
天保7年8月17日（1836年9月27日）夜半、谷村では下谷村近郷百姓による米穀商居宅への打ちこわしが発生し、騒動の発端となった。谷村には石和代官所の出張陣屋である谷村代官所が所在しているが、元締手代山内左内は不在で、石和陣屋から加判手代松岡啓次が出張し、関係者の処罰と村々への取締を行い収拾される。
一方、谷村での打ちこわしと同時に都留郡下和田村（大月市七保町下和田）の武七（治左衛門）、同郡犬目村（上野原市犬目）の兵助は同郡鳥沢村（大月市）で合流すると、米価引き下げを求めた強訴を計画し一揆勢の頭取となった。また、黒野田村（大月市笹子町黒野田）の名主・村医師の泰順が綱領を起草した。
武七は、天保7年当時70歳。五人家族で持高は一石六斗であるが、徐々に減少し農閑余業を行っていた。また、無宿人・無頼の徒らを従える親分であったという。
兵助は、天保7年当時40歳。姓は水越で、3人家族。犬目宿で旅籠屋を営む。屋号は「水田屋」。水田屋の経営は先代の代から悪化し、兵助は蜂起に際して妻に離縁状を出している。なお、武七・兵助両名の騒動後の動向は後述。
武七・兵助は「身分不相応之者」から貧民救済のため米・金を五カ年賦で借り受けて貸し付け、国中の熊野堂村（笛吹市春日井町熊野堂）・奥右衛門家に代表される国中富裕農民に米の買い占めを停止され米穀を郡内に放出させる計画を目論む。。熊野堂村の小河奥右衛門は郡内へ米穀を商う穀物商で、天保飢饉に際しては米穀を買い占め、郡内では米価高騰の元凶と認識されていたという。
両名は郡内百姓の集結を促し郡内勢を率いると山梨郡万力筋熊野堂村の奥右衛門を標的に国中へ向けて出立し、道中各地で打ちこわしを行い、奥右衛門宅の打ちこわしを行うと帰村した。

## 騒動の変質と鎮圧
郡内勢は当初、武七・兵助に統率され百姓一揆の作法に則った活動を行っていたが、国中に至ると「悪党」と呼ばれる国中百姓や無宿人らが参加し、騒動は激化・無秩序化する。
無宿人に率いられた国中勢は郡内勢と分かれると暴徒化し、鉄砲や竹槍などで武装し盗みや火付けなどの逸脱行為を行い、村々に対して一揆への参加を強制した。国中勢は8月22日には石和宿（笛吹市石和町）を襲撃すると二手に別れ、一方は甲州道中から甲府町方（甲府市）へ向かい、一方は笛吹川沿いに南下した。甲州道中を進んだ一揆勢は翌8月23日に甲府町方を守備する甲府勤番永見伊勢守、甲府代官・井上十左衛門の手代らの防衛戦を突破すると甲府城下へ乱入し、城下の穀仲買や有徳人らの屋敷を打ちこわし、火付けも行った。
甲府城下の打ちこわしを行った一揆勢はさらに二分し、一手は遠光寺村から巨摩郡中郡筋西条村（昭和町）へ進み、西青沼町から飯田新町と打ちこわしを続け、荒川を経て巨摩郡北山筋上石田町（甲府市）、西八幡村・竜王村（甲斐市西八幡・竜王）まで進み、打ちこわしや火付けを行うと、釜無川を渡河せず笛吹川筋で打ちこわしを続けた。
一方、遠光寺村から南下した一手は甲府勤番永見石見守の手勢による追撃で一部が捕縛され、こちらも中郡筋乙黒村においてさらに二手に分かれた。一手は中郡筋大田和村に、一手は西条村にそれぞれ向かった。騒動勢は中郡筋布施村・今福村において打ちこわしを行うと大田和村馬籠（以上の村はいずれも中央市）において合流し、笛吹川を渡河し八代郡西郡筋上野村（市川三郷町）を経て市川陣屋の存在する市川大門村に到達する。市川代官山口鉄五郎は病床にあり、鎮圧の指揮は手代の高島仁左衛門が行っていたが多勢の前に退去する。騒動勢は市川大門村でも打ちこわしを行い、頭取である無宿髪結の九兵衛は空砲であるが持参した鉄砲で威嚇を行い、騒動勢への参加動員を強要したという。
騒動勢はさらに駿州往還を南下すると鰍沢宿において打ちこわしを行うが、その後は駿州往還を戻り北上し、西郡筋青柳宿、最勝寺村、天神中条村、長沢村（以上富士川町）において打ちこわしを続け、西郡筋荊沢宿（南アルプス市）に至る。荊沢宿においては村民からの反撃を受けるが、騒動勢はさらに韮崎宿から山口口留番所を越えて西大武川村（北杜市白州町）に至り、甲信国境付近まで達した。
8月23日に甲府町方における打ちこわしを許した甲府勤番永見伊勢守・甲府代官井上十左衛門は信濃国諏訪藩に出兵を要請し、国中諸村に対し一揆勢の殺害を布達し、打ちこわしの報を受けた甲府盆地の諸村では独自に情報収集を行い防衛に務めている。

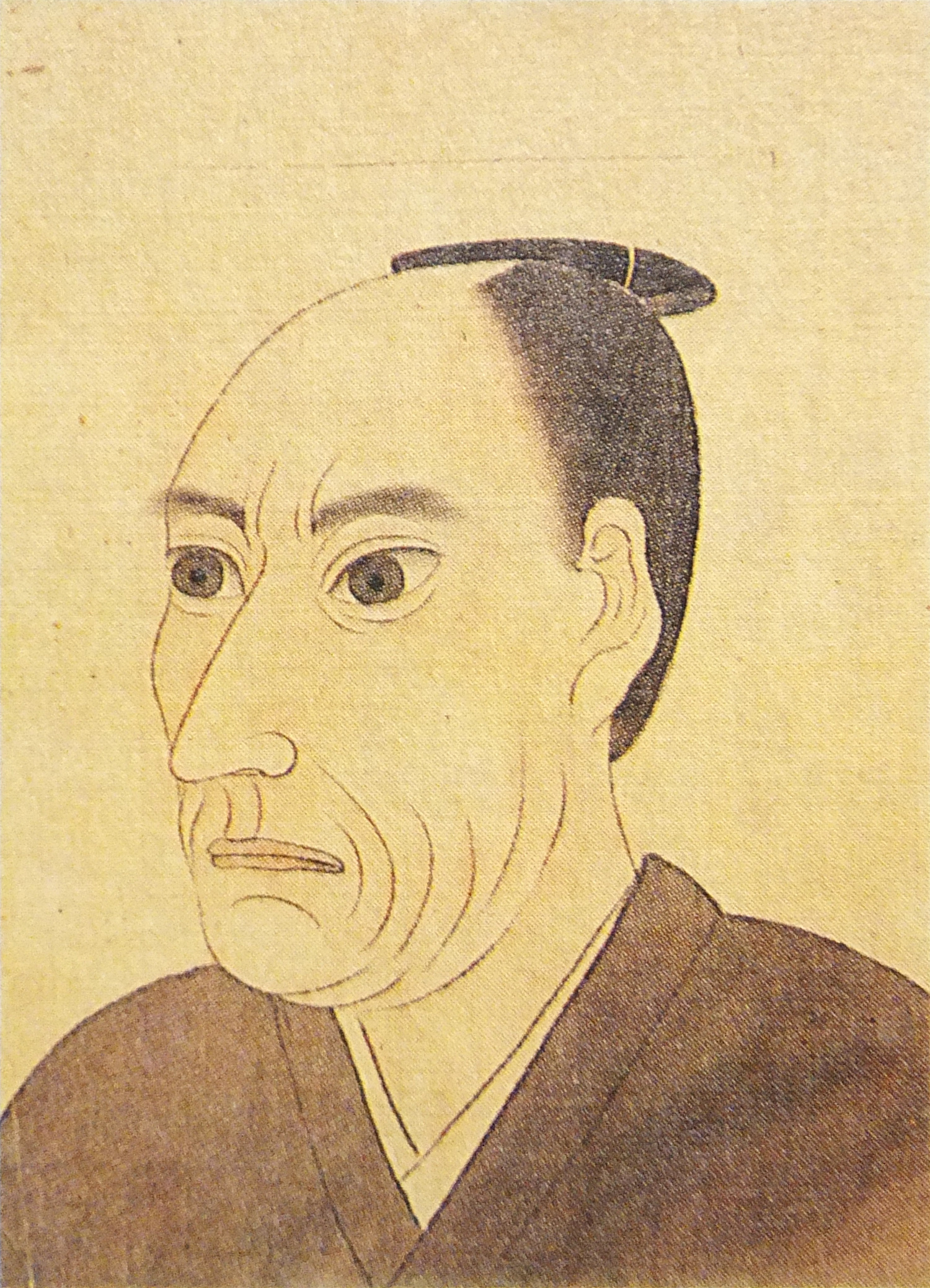
江川太郎左衛門

また、御嶽山金桜神社の御師衆など、積極的に騒動鎮圧に参加するものも見られた。信濃諏訪藩では24日中に藩兵を派遣するが、郡内勢の帰村や騒動の収束を確認すると28日には甲府を訪問し、信濃へ戻った。幕府では駿河国沼津藩、信濃高遠藩に対しても派兵を命じているが、両藩とも騒動の鎮圧を確認するとまもなく引き揚げている。
天保騒動に対して伊豆国・駿河国・武蔵国・相模国の幕領を管轄する韮山代官の江川英龍（太郎左衛門）も、騒動の波及を危惧して情報収拾に務めている。江川は騒動の発生した天保7年8月に伊豆・駿河の廻村を終えて韮山代官所へ帰還したところで騒動の発生を知り、幕領である武蔵・相模への波及を警戒し同月29日に手代の斎藤弥九郎らとともに甲斐へ向かっている。江川は9月3日に甲府代官・井上十左衛門から騒動の鎮圧を知ると帰還した。

## 騒動の事後処理
騒動の収束後に幕府では吟味役を派遣し、石和代官所において取り調べを行った。郡内蜂起の主導者となった武七・兵助は奥右衛門宅打ち壊しの後に一揆勢から離脱し帰村するが、武七は罪を被り自首し、捕縛された。武七は石和宿（笛吹市石和町）で磔に処されることが決まるが、牢死している。
一方の兵助は甲斐から逃亡し、関東から北陸、畿内、四国、中国など各地を流浪している。兵助には旅日記が現存しており、天保10年以前には犬目村へ戻り、家族を連れて安房国木更津（千葉県木更津市）へ渡り、奈良姓に改姓して寺子屋を経営したという。上野原市犬目の法勝寺の宗門人別帳や子孫からの聞き取り調査によれば、兵助一家は安政5年（1858年）以前に安房から甲斐へ戻り、兵助は慶応年間に死去したという。
綱領を起草した黒野田宿の泰順は、天保9年に石和代官所において入牢するが、翌天保10年に特赦され帰郷している。
騒動の鎮圧に失敗した三分代官に対しては吟味への参加を許さず、番所や牢の新築に際した経費を負担させている。吟味では無宿人の頭取をはじめとする500人（うち130人あまりが無宿人）以上が捕縛され、酒食や炊き出しを提供した有徳人や村々の騒動関与者も厳しく追及され、頭取ら9人が死罪、37人が遠島となった。また、関与者を出した村々には過料銭が科せられたほか、三分代官も処罰されている。一方で、積極的に騒動鎮圧に協力したものに対しては褒賞が与えられている。

## 天保騒動の影響
騒動の一部始終は騒動記や瓦版により関東各地へ流布された。特に甲斐国と隣接する武蔵国多摩地域や江戸、関東各地においては、天保8年（1837年）2月に大坂で発生した大塩平八郎の乱や、天保年間に相次いでいた異国船の来航とともに内憂として受け止められた。関東代官・江川の管轄する多摩地域の村々では天保騒動を契機として農兵銃隊が組織され、天然理心流など豪農層を中心に自衛手段としての農村剣術が活発化している。
甲斐国では天保騒動の被害を図化した国絵図も出版されている。これは文政8年（1825年）に身延山の参詣者向けに鰍沢（富士川町鰍沢）の書肆・古久屋紋右衛門から出版された甲斐国絵図を基にした「天保騒動絵図」で、笛吹市春日居町国府の辻家資料として伝来している。
天保騒動の後には、騒動を題材とした実録や聞き書きも刊行されており、『甲飄談』や『天保騒動記』、『甲陽乱妨記』、『甲斐国一揆騒動実記』、『峡陽来書』などがある。
甲斐国では19世紀初頭頃から博徒の活動が活発化し、天保騒動を挟んで幕末期には三井卯吉、竹居安五郎、黒駒勝蔵、国分三蔵ら、甲州博徒と呼ばれる多くの博徒が抗争を繰り広げた。天保騒動では多くの博徒が騒動に加担して激化したことから、事件を契機に甲斐国内では博徒の取り締まりが強化されている。
山梨県都留市金井の用津院には天保騒動の際に用いられたという竹槍が伝来している。この竹槍には約900字の文字で、騒動の発端から判決に至る経緯が記されている。